# ヘキサフルオロリン酸リチウム
ヘキサフルオロリン酸リチウム (lithium hexafluorophosphate) は、化学式がLiPF6 と表される無機化合物である。白色の結晶性粉末で、水に触れるか空気中の湿気によって速やかに加水分解する。リチウム/リチウムイオン二次電池で使用される電解質を構成するリチウム塩として代表的なものである。

## 性質
粘膜に非常に有害である。飲み込んだり、吸入したり、皮膚を通して吸収されたりすると有害。

## 二次電池への用途
ヘキサフルオロリン酸リチウムは、炭酸プロピレンや 1,2-ジメトキシエタンなどの有機溶媒に溶け、リチウム電池の電解液として使われる。
ここでヘキサフルオロリン酸リチウムが用いられる理由は、いくつか挙げられる。
- 強い酸化雰囲気から還元雰囲気まで分解しない広い電位窓を持つ。リチウム電池が高電位を発生するためには、正極、負極に生じる強い酸化および還元雰囲気に耐える必要がある。
- 有機溶媒に溶解しやすい。そして、有機溶媒中においても比較的高い電気伝導度を示す。
- リチウムの輸率が比較的高い。

しかしながら、以下に示すような欠点もある。
- 水分に弱く、水と反応してフッ化水素を生じる。興味深い反応性として、ヘキサフルオロリン酸リチウムは塩の状態では徐々に水と反応するが、電離したヘキサフルオロリン酸アニオン (PF6−) は水と反応しないため、希薄水溶液中においてはヘキサフルオロリン酸リチウムは安定であることが知られている。
- 熱安定性が高くなく 60 ℃ 程度の比較的低い温度で熱分解を起こす。リチウム電池を高温環境に放置すると急激な劣化を引き起こすが、使用されている電解質がその要因となる。

このような欠点を補い高性能化を図るために、実際の電池においてはさまざまな添加物や組成の最適化が行われている。

## 他の用途
有機合成において、3級アルコールのテトラヒドロピラニル化における触媒に用いることができる。